# Karmoråsen
Karmoråsen är ett naturreservat i Älvdalens kommun i Dalarnas län.
Området är naturskyddat sedan 1996 och är 310 hektar stort. Reservatet består mest av tallskog med gran längs Karmorbäcken.